# Bim Sherman
Jarret Lloyd Vincent (Westmoreland, 2 februari 1950 - Londen, 17 november 2000), beter bekend als Bim Sherman, is een Jamaicaans muzikant.
Sherman maakte reggaeplaten in Jamaica en vertrok later naar Engeland, waar hij platen maakte met Adrian Sherwood op On-U Sound, zowel solo als als lid van New Age Steppers en Singers & Players en met Dub Syndicate. In zijn laatste jaren haalde hij inspiratie uit de wereldmuziek, met name uit India.

## Discografie[2]
- Lovers Leap Showcase (1979)
- 35 Years from Alpha (1982, ism Headley Benett)
- Across the Red Sea (1982)
- In a Rub a Dub Style (1982, ism Horace Andy and U Black)
- War of Words (1982, ism Singers & Players)
- Dangers (1984)
- Haunting Ground (1986)
- Ghetto Dub (1988)
- African Rubber Dub vol 2 (1989)
- Miracle (1997)
- What Happened (1998)
- Voluntary (1999)
- Rub-a-Dub (2000)

- Bibliothèque nationale de France: cb139933623 (data)
- Gemeinsame Normdatei: 134841034
- International Standard Name Identifier: 0000 0000 8040 4822
- Library of Congress Control Number: no2006124558
- MusicBrainz: dd8b7588-2a76-4a42-8622-088e54e46e0e
- Virtual International Authority File: 121829747
- WorldCat: E39PBJrRhKgmGcrbkkTrTgQpfq